# Evertsaue (Wuppertal)
Die Ortslage Evertsaue (hist. Schreibvariante: Evertzaue) im Wohnquartier Buchenhofen im Wuppertaler Stadtbezirk Elberfeld-West geht auf eine alte Hofschaft und einem protoindustriellen Betrieb zurück. Aufgrund einer Begradigung eines Wuppermäanders im Bereich des Klärwerks Buchenhofen fiel Evertsaue, durch das das neue Flussbett verlegt wurde, wüst.

## Geschichte
Die Fischereirechte des Bereiches der Wupper von der Ortslage Rutenbeck bis nach Kohlfurth wurden am 1. Oktober 1513 vom Herzog Johann v. Jülich-Berg dem Kloster Gräfrath verliehen. Flussabwärts von Kohlfurth begannen die Fischerei des Klosters Altenberg.
Den Brüdern Wüsten wurden die Eigentumsrechte, des bisher öden und wüsten Ortes Evertsaue, übertragen. Damit erhielten sie auch am 5. Mai 1733 die Konzession, eine Schwarz- und Weißblechmanufaktur zu errichten. Gegen diese Konzession reichte das Kloster Gräfrath einen Einspruch ein. Am 17. Mai 1734 ließ die Äbtissin des Klosters die Anlagen in der Wupper der Brüder gewaltsam einreißen, ohne die Entscheidung des Einspruches beim Reichskammergericht abzuwarten. Die Landesregierung erließ am 26. Mai 1734 die Order, dass die Gewalttaten des Klosters bei einer Strafe von 100 Golddukaten zu unterlassen seien. Der Jülich-bergische Generallandmesser Frick nimmt am 24. September 1736 den Zustand der wiederhergestellten Anlagen der Brüder auf. Am 12. Juni 1737 wird vom Kloster ein Notariatsprotokoll nach Wetzlar verschickt. In diesem wird bestätigt, dass keine Blechmanufaktur an der Wupper errichtet wurde, sondern der neue Wasserdamm einem Reckhammer dient. Darauf hin, ließ die Äbtissin die Anlagen des Staudammes wieder gewaltsam einreißen.
Auf Befehl der Landesregierung werden die Gebäude der Evertsaue am 4. Oktober 1747 versteigert.
Der Kunsthändler Johann Peter Bünger erwirbt die Evertsaue am 15. November 1766 vom Kurfürst Karl Theodor in Erbpacht. Vom erzadligen Kloster Gräfrath erhält Bünger durch Zahlung von 100 Golddukaten das Recht, das Wupperwasser zu gebrauchen und Werkstätten zu errichten. Das heißt auch, dass er nun ein Wehr in der Wupper errichten darf. Auf die späteren Besitzer der Evertsaue übertrug sich von nun an das Recht. Am 4. Juli 1769 erweiterte Bünger sein Grundbesitz, in dem er vom Kloster das große Blech im Dünnenbrock an der Wupper für 200 Reichstaler.
Am 10. Dezember 1812 verkauft der Eisenfabrikant Peter Bünger die erbpächtige „Evertsaue, Mairie Cronenberg, Canton Ronsdorf, Arrondissement Elberfeld“ an die Brüder Blanck aus Elberfeld zu einem Teil, der andere Teil ging an die Brüder Simons, die auch aus Elberfeld stammen. Als Kaufpreis erhielt Bünger 34.215 Francs, das entsprach 12.000 Reichstaler in brabander Krontalern zu 117 Stüber.
1815/16 lebten 32 Einwohner im Ort.  Der Teil der Evertsaue, der von den Brüdern Blanck erworben wurde – das Evertsauer Gut – wurde für 9900 Reichstaler am 5. Dezember 1817 an Ernst Hilger übertragen.
Ernst Hilger verkaufte die Evertsaue am 15. Oktober 1832 an Ferdinand von Hagen und Arnold Schröder aus Remscheid zum Preis von 9000 Taler preußisch courant. Im selben Jahr gehörte die Evertsaue dem Dorfbezirk der Bürgermeisterei Kronenberg an. Der laut der Statistik und Topographie des Regierungsbezirks Düsseldorf als Fabrik-Anlage kategorisierte Ort besaß zu dieser Zeit drei Wohnhäuser, drei Fabriken bzw. Mühlen und zwei landwirtschaftliche Gebäude. Zu dieser Zeit lebten 17 Einwohner im Ort, allesamt evangelischen Glaubens.
Im Gemeindelexikon für die Provinz Rheinland werden 1885 sieben Wohnhäuser mit 134 Einwohnern angegeben. 1895 besitzt der Ort sieben Wohnhäuser mit 110 Einwohnern, 1905 sechs Wohnhäuser und 46 Einwohner.
Anstelle des durch Hochwasser beschädigten Wehres, erhielt die Firma Ferd. von Hagen Söhne vom Kreisausschuss des Kreiss Mettmann am 10. September 1891 die Genehmigung ein neues Wehr in der Wupper zu errichten. Die Geschwister von Hagen verkauften das Gut Evertaue am 30. Januar 1903 an die Städte Elberfeld und Barmen für 250.000 Mark und mieteten die zuvor verkauften Grundstücke ab dem 1. Februar 1903. Geschwister von Hagen reichten keine Beschwerde oder erhielten zu keiner Zeit Entschädigungszahlung, da oberhalb von der Evertsaue die Kanalabwässer von Buchenhofen eingeleitet wurden. 1904 erfolgte die Verlegung der Fabrikationsstätte von Ferd. von Hagen Söhne von der Evertsaue nach Vohwinkel an der Kaiserstrasse (heute: Vohwinkeler Straße).
Der Wupperverband übernahm von der Stadt Wuppertal am 1. April 1943 das Klärwerk Buchenhofen und die Evertsaue. Am 17. April 1953 erfolgt ein Beschluß zur Löschung des Wasserrechts im Wasserbuch durch den Regierungs-Bezirksausschuß-Beschlußausschuß II – Düsseldorf unter Bezugnahme auf § 192, Absatz 2 des Wasserrechtes vom 7. April 1913. Der Antrag zur Errichtung eines neuen Wasserkraftwerks beim Regierungspräsidenten in Düsseldorf wurde am 4. Oktober 1960 vom Wupperverband eingereicht. Die vorzeitige Genehmigung zum Baubeginn des Kraftwerks erfolgte vom Regierungspräsidenten am 2. Juli 1963, Mit der Verfügung 64 II 91 wird der Wupperdurchstich und der Bau des Wasserkraftwerks am 1. April 1966 vom Regierungspräsidenten genehmigt. Die Inbetriebnahme durch den Vorsitzenden des Wupperverbandes, Oberkreisdirektor Karl Bubner, erfolgte am 9. November 1966.